# Richmond Trophy
Richmond Trophy foi uma competição internacional de patinação artística no gelo de nível sênior, sediado na cidade de Twickenham, Inglaterra, Reino Unido. A competição contava apenas com as disputas individuais femininas.
A competição foi disputada anualmente entre 1949 e 1980, e foi a única competição internacional via convite (ao contrário dos campeonatos da ISU), realizada regularmente, nos anos do pós-guerra. A competição era patrocinada pela National Ice Skating Association, e foi em grande parte devido à atividade de Arnold Gerschwiler, treinador de muitos campeões no rink de Richmond.
No último evento em novembro de 1980, a participação caiu para apenas 11 concorrentes, atribuídos a conflitos de agenda com o número crescente de outras competições internacionais, como Skate Canada International. Além disso, a National Ice Skating Association tinha começado dois anos antes uma outra competição internacional, o St. Ivel International, também realizado no rink de Richmond, mas no início do outono e incluindo os quatro principais eventos da patinação artística (individuais masculino e feminino, duplas e dança no gelo), que em 1980 já estava estabelecido como uma das competições de maior prestígio no circuito internacional. Como o Richmond Trophy contava apenas com o evento feminino, ele foi interrompido.

## Edições
| Ano  | Edição | Cidade sede | F |
| ---- | ------ | ----------- | - |
| 1949 | 1.ª    | Twickenham  | • |
| 1950 | 2.ª    | Twickenham  | • |
| 1951 | 3.ª    | Twickenham  | • |
| 1952 | 4.ª    | Twickenham  | • |
| 1953 | 5.ª    | Twickenham  | • |
| 1954 | 6.ª    | Twickenham  | • |
| 1955 | 7.ª    | Twickenham  | • |
| 1956 | 8.ª    | Twickenham  | • |
| 1957 | 9.ª    | Twickenham  | • |
| 1958 | 10.ª   | Twickenham  | • |
| 1959 | 11.ª   | Twickenham  | • |
| 1960 | 12.ª   | Twickenham  | • |
| 1961 | 13.ª   | Twickenham  | • |
| 1962 | 14.ª   | Twickenham  | • |
| 1963 | 15.ª   | Twickenham  | • |
| 1964 | 16.ª   | Twickenham  | • |

| Ano  | Edição | Cidade sede | F |
| ---- | ------ | ----------- | - |
| 1965 | 17.ª   | Twickenham  | • |
| 1966 | 18.ª   | Twickenham  | • |
| 1967 | 19.ª   | Twickenham  | • |
| 1968 | 20.ª   | Twickenham  | • |
| 1969 | 21.ª   | Twickenham  | • |
| 1970 | 22.ª   | Twickenham  | • |
| 1971 | 23.ª   | Twickenham  | • |
| 1972 | 24.ª   | Twickenham  | • |
| 1973 | 25.ª   | Twickenham  | • |
| 1974 | 26.ª   | Twickenham  | • |
| 1975 | 27.ª   | Twickenham  | • |
| 1976 | 28.ª   | Twickenham  | • |
| 1977 | 29.ª   | Twickenham  | • |
| 1978 | 30.ª   | Twickenham  | • |
| 1979 | 31.ª   | Twickenham  | • |
| 1980 | 32.ª   | Twickenham  | • |

## Lista de medalhistas

### Individual feminino
| Evento          | Ouro                                 | Prata                                  | Bronze                             |
| Twickenham 1949 |                                      |                                        |                                    |
| Twickenham 1950 |                                      |                                        |                                    |
| Twickenham 1951 |                                      |                                        |                                    |
| Twickenham 1952 | Yvonne Sugden · Reino Unido          | Lidy Stoppelman · Países Baixos        | Doreen Spowart · Reino Unido       |
| Twickenham 1953 | Yvonne Sugden · Reino Unido          | Anne Robinson · Reino Unido            | Lidy Stoppelman · Países Baixos    |
| Twickenham 1954 | Patricia Pauley · Reino Unido        | Sjoukje Dijkstra · Países Baixos       | Clema Cowley · Reino Unido         |
| Twickenham 1955 | Yvonne Sugden · Reino Unido          | Joan Haanappel · Países Baixos         | Sjoukje Dijkstra · Países Baixos   |
| Twickenham 1956 | Sjoukje Dijkstra · Países Baixos     | Joan Haanappel · Países Baixos         | Karin Borner · Suíça               |
| Twickenham 1957 | Sjoukje Dijkstra · Países Baixos     | Patricia Pauley · Reino Unido          | Diana Clifton-Peach · Reino Unido  |
| Twickenham 1958 | Sjoukje Dijkstra · Países Baixos     | Carolyn Krau · Reino Unido             | Diana Clifton-Peach · Reino Unido  |
| Twickenham 1959 | Joan Haanappel · Países Baixos       | Carolyn Krau · Reino Unido             | Nicole Hassler · França            |
| Twickenham 1960 | Nicole Hassler · França              | Carolyn Krau · Reino Unido             | Barbara Conniff · Reino Unido      |
| Twickenham 1961 | Nicole Hassler · França              | Barbara Conniff · Reino Unido          | Heather Moir · Reino Unido         |
| Twickenham 1962 | Nicole Hassler · França              | Carol Noir · Estados Unidos            | Anne Lenton · Reino Unido          |
| Twickenham 1963 |                                      |                                        |                                    |
| Twickenham 1964 |                                      |                                        |                                    |
| Twickenham 1965 | Uschi Keszler · Alemanha Ocidental   | Zsuzsa Almássy · Hungria               | Beate Richter · Alemanha Oriental  |
| Twickenham 1966 | Zsuzsa Almássy · Hungria             |                                        |                                    |
| Twickenham 1967 |                                      |                                        |                                    |
| Twickenham 1968 | Elisabeth Nestler · Áustria          | Patricia Dodd · Reino Unido            | Eleonora Baricka · Tchecoslováquia |
| Twickenham 1969 | Elisabeth Nestler · Áustria          | Patricia Dodd · Reino Unido            | Rita Trapanese · Itália            |
| Twickenham 1970 | Rita Trapanese · Itália              | Patricia Dodd · Reino Unido            | Dawn Glab · Estados Unidos         |
| Twickenham 1971 | Christine Errath · Alemanha Oriental | Cathy Lee Irwin · Canadá               | Kazumi Yamashita · Japão           |
| Twickenham 1972 | Dorothy Hamill · Estados Unidos      | Karin Iten · Suíça                     | Jean Scott · Reino Unido           |
| Twickenham 1973 | Dianne de Leeuw · Países Baixos      | Maria McLean · Reino Unido             | Karin Iten · Suíça                 |
| Twickenham 1974 | Marion Weber · Alemanha Oriental     | Isabel de Navarre · Alemanha Ocidental | Kath Malmberg · Estados Unidos     |
| Twickenham 1975 | Lynn Nightingale · Canadá            | Barbie Smith · Estados Unidos          | Linda Fratianne · Estados Unidos   |
| Twickenham 1976 | Barbie Smith · Estados Unidos        | Susanna Driano · Itália                | Heather Kemkaran · Canadá          |
| Twickenham 1977 | Priscilla Hill · Estados Unidos      | Kristiina Wegelius · Finlândia         | Denise Biellmann · Suíça           |
| Twickenham 1978 | Susanna Driano · Itália              | Carrie Rugh · Estados Unidos           | Karena Richardson · Reino Unido    |
| Twickenham 1979 | Alicia Risberg · Estados Unidos      | Carola Weißenberg · Alemanha Oriental  | Simone Grigorescu · Estados Unidos |
| Twickenham 1980 | Karen Wood · Reino Unido             | Janina Wirth · Alemanha Oriental       | Carola Paul · Alemanha Oriental    |